# Via Norte
A Via Norte é um nome dado à EN14 nos seus primeiros km entre a VCI e a Maia. Foi inaugurada em 3 de Setembro de 1959 pelo ministro das Obras Públicas, Arantes e Oliveira, com o objectivo de ser o primeiro troço de uma futura autoestrada entre o Porto e Braga.
Na década seguinte, o projecto da referida autoestrada foi, no entanto, desviado mais para leste, saindo do Porto pela zona de Águas Santas e Ermesinde. Existe, hoje, o projecto de continuar a variante à EN14 até Braga, partindo da Via Norte rumo à Trofa e Famalicão, acabando por se concluir assim o projecto idealizado nos anos 60.
O troço entre o nó do Regado (VCI), na zona do Carvalhido (Porto) e a bifurcação N13/N14 está construído em perfil 2x2, com um breve troço em 3x3 no nó com a A4. Entre a bifurcação N13/N14 e a Maia, é uma via rápida que contorna esta cidade. A velocidade máxima nesse troço é de 70 km/h.